# Sant Feliu Fest
Sant Feliu Fest es un festival de música  independiente y do it yourself organizado por la Atzavara Club en San Felíu de Guixols desde el año 1997, denominado al comienzo Sant Feliu Hardcore Fest atendida su relación con la música hardcore punk y sus variantes: hardcore melódico, post-hardcore, screamo, grindcore o math rock. El 2004 perdió la etiqueta exclusiva de hardcore al abrirse a otros estilos como el indie pop.
A partir del año 1999, a cada edición se distribuyó una fanzine que se editaba para la ocasión denominado Green Onions que contendía información sobre todos los grupos que actuaban y otras noticias relacionadas con el festival y la Atzavara Club.
Al festival han actuado grupos internacionales como Randy, The Blood Brothers, Celeste, Unsane, Lungfish,  The Ocean, Planes Mistaken For Stars, Arkangel, Kepone o The Van Pelt, entre otras; así como grupos locales como Zeidun, Standstill, No More Lies, Aina, Lisabö, Xmilk, Hurricäde, Hopeful, Based on a Lie o The Unfinished Sympathy.